# Copa Libertadores 1982
Copa Libertadores 1982 var 1982 års upplaga av Copa Libertadores som vanns av Peñarol från Uruguay efter en finalseger mot Cobreloa från Chile. 2 lag från varje land i CONMEBOL deltog, vilket innebar 20 länder. Dessutom var ett lag kvalificerat som regerande mästare. De första 20 lagen delades upp i fem grupper om fyra lag där varje gruppvinnare gick vidare till en andra gruppspelsfas. Där delades de fem gruppvinnarna och det regerande mästarlaget upp i två grupper om tre lag. De två gruppvinnarna fick mötas i final.
Varje grupp representerades av två länder, med två lag från vardera lag.
- Grupp 1: Argentina och Bolivia
- Grupp 2: Uruguay och Brasilien
- Grupp 3: Colombia och Venezuela
- Grupp 4: Chile och Ecuador
- Grupp 5: Paraguay och Peru

## Gruppspel omgång 1

### Grupp 1
| Nr | Lag               | S | V | O | F | GM | IM | MS | P  |
| -- | ----------------- | - | - | - | - | -- | -- | -- | -- |
| 1  | River Plate       | 6 | 5 | 1 | 0 | 8  | 1  | +7 | 11 |
| 2  | The Strongest     | 6 | 2 | 1 | 3 | 5  | 8  | −3 | 5  |
| 3  | Jorge Wilstermann | 6 | 1 | 2 | 3 | 5  | 7  | −2 | 4  |
| 4  | Boca Juniors      | 6 | 1 | 2 | 3 | 3  | 5  | −2 | 4  |

### Grupp 2
| Nr | Lag               | S | V | O | F | GM | IM | MS | P |
| -- | ----------------- | - | - | - | - | -- | -- | -- | - |
| 1  | Peñarol           | 6 | 4 | 1 | 1 | 7  | 3  | +4 | 9 |
| 2  | São Paulo         | 6 | 2 | 2 | 2 | 7  | 6  | +1 | 6 |
| 3  | Grêmio            | 6 | 1 | 3 | 2 | 6  | 6  | 0  | 5 |
| 4  | Defensor Sporting | 6 | 1 | 2 | 3 | 4  | 9  | −5 | 4 |

### Grupp 3
| Nr | Lag                   | S | V | O | F | GM | IM | MS | P |
| -- | --------------------- | - | - | - | - | -- | -- | -- | - |
| 1  | Deportes Tolima       | 6 | 3 | 3 | 0 | 9  | 3  | +6 | 9 |
| 2  | Atlético Nacional     | 6 | 3 | 2 | 1 | 6  | 4  | +2 | 8 |
| 3  | Estudiantes de Mérida | 6 | 1 | 2 | 3 | 3  | 7  | −4 | 4 |
| 4  | Deportivo Táchira     | 6 | 0 | 3 | 3 | 2  | 6  | −4 | 3 |

### Grupp 4
| Nr | Lag       | S | V | O | F | GM | IM | MS | P |
| -- | --------- | - | - | - | - | -- | -- | -- | - |
| 1  | Cobreloa  | 6 | 3 | 3 | 0 | 9  | 2  | +7 | 9 |
| 2  | Colo-Colo | 6 | 3 | 2 | 1 | 8  | 5  | +3 | 8 |
| 3  | LDU Quito | 6 | 1 | 2 | 3 | 8  | 12 | −4 | 4 |
| 4  | Barcelona | 6 | 1 | 1 | 4 | 8  | 14 | −6 | 3 |

### Grupp 5
| Nr | Lag                 | S | V | O | F | GM | IM | MS | P  |
| -- | ------------------- | - | - | - | - | -- | -- | -- | -- |
| 1  | Olimpia             | 6 | 4 | 2 | 0 | 12 | 3  | +9 | 10 |
| 2  | Melgar              | 6 | 4 | 0 | 2 | 9  | 10 | −1 | 8  |
| 3  | Sol de América      | 6 | 2 | 2 | 2 | 9  | 8  | +1 | 6  |
| 4  | Deportivo Municipal | 6 | 0 | 0 | 6 | 3  | 12 | −9 | 0  |

## Gruppspel omgång 2

### Grupp 1
| Nr | Lag         | S | V | O | F | GM | IM | MS | P |
| -- | ----------- | - | - | - | - | -- | -- | -- | - |
| 1  | Peñarol     | 4 | 4 | 0 | 0 | 8  | 3  | +5 | 8 |
| 2  | Flamengo    | 4 | 2 | 0 | 2 | 7  | 4  | +3 | 4 |
| 3  | River Plate | 4 | 0 | 0 | 4 | 5  | 13 | −8 | 0 |

### Grupp 2
| Nr | Lag             | S | V | O | F | GM | IM | MS | P |
| -- | --------------- | - | - | - | - | -- | -- | -- | - |
| 1  | Cobreloa        | 4 | 2 | 1 | 1 | 5  | 2  | +3 | 5 |
| 2  | Olimpia         | 4 | 1 | 2 | 1 | 4  | 3  | +1 | 4 |
| 3  | Deportes Tolima | 4 | 1 | 1 | 2 | 2  | 6  | −4 | 3 |

## Final
|  | 26 november 1982 | Peñarol | 0 – 0   | Cobreloa | Estadio Centenario, Montevideo                     |                                                    |
|  |                  |         | (0 – 0) |          | Publik: 55 248 Domare: Assis de Aragao (Brasilien) | Publik: 55 248 Domare: Assis de Aragao (Brasilien) |
|  |                  |         |         |          | Publik: 55 248 Domare: Assis de Aragao (Brasilien) | Publik: 55 248 Domare: Assis de Aragao (Brasilien) |
|  |                  |         |         |          | Publik: 55 248 Domare: Assis de Aragao (Brasilien) | Publik: 55 248 Domare: Assis de Aragao (Brasilien) |

|  | 30 november 1982 | Cobreloa | 0 – 1   | Peñarol    | Estadio Nacional, Santiago                      |                                                 |
|  |                  |          | (0 – 0) | Morena 89′ | Publik: 70 400 Domare: Jorge Romero (Argentina) | Publik: 70 400 Domare: Jorge Romero (Argentina) |
|  |                  |          |         |            | Publik: 70 400 Domare: Jorge Romero (Argentina) | Publik: 70 400 Domare: Jorge Romero (Argentina) |
|  |                  |          |         |            | Publik: 70 400 Domare: Jorge Romero (Argentina) | Publik: 70 400 Domare: Jorge Romero (Argentina) |

Peñarol vinnare av Copa Libertadores 1982.